# Sebastian Betz
Sebastian Betz (* 12. Juni 1985 in Weilheim in Oberbayern, Bayern) ist ein ehemaliger deutscher Basketballspieler.
In der Saison 2005/06 erzielte der 1,98 m große Small Forward in der 2. Basketball-Bundesliga durchschnittlich 2,3 Assists (Korbvorlagen), 5,0 Rebounds und 11,2 Punkte pro Spiel für den TSV Tröster Breitengüßbach und wurde als „Youngster des Monats Dezember (2005)“ in der zweiten Liga ausgezeichnet. 
Im Januar 2007 erhielt er diesen Titel erneut und erzielte in der Saison 2006/07 durchschnittlich 16,7 Punkte, holte 5,6 Rebounds und gab 2,0 Assists pro Spiel. Für die folgende Saison wechselte er zum Erstligisten ratiopharm aus Ulm in die Basketball-Bundesliga. Mit diesem gewann er 2012 die Vizemeisterschaft und konnte im Eurocup 2012/13 bis ins Viertelfinale einziehen, was der größte internationale Erfolg des Vereins war.
Im Juli 2013 wurde bekannt, dass Betz zur Saison 2013/14 zum Ligakonkurrenten s.oliver Baskets aus Würzburg wechselt.
In Würzburg spielte Sebastian Betz bis 2017 und beendete dort nach insgesamt 259 Erstligaspielen am 1. Mai 2017 seine Karriere.